# Rauf Mamedov
Pour le réalisateur, voir Rauf Mamedov (réalisateur).
Ne doit pas être confondu avec Nidjat Mamedov.
Rauf Mamedov (en azéri : Rauf Məmmədov) est un joueur d'échecs azerbaïdjanais né le 26 avril 1988 à Bakou.
Au 1er décembre 2017, Rauf Mamedov est le numéro 3 azerbaïdjanais et le 40e joueur mondial avec un classement Elo de 2 709 points qui constitue son record.

## Biographie et carrière

### Compétitions de jeunes
Mamedov remporta le championnat d'Europe des moins de 16 ans en 2004 ;

### Champion d'Azerbaïdjan
Grand maître international depuis 2004, Rauf Mamedov a remporté le championnat d'Azerbaïdjan à sept reprises (en 2003, 2004, 2006, 2008, 2013, 2015 et 2025).

### Tournois individuels
Rauf Mamedov a remporté :
- le tournoi de Dubaï en 2004 ;
- l'open de Lubbock (Texas) en 2009 ;
- le Corsica Masters de 2011 en blitz.

### Compétitions par équipe
Rauf Mamedov a représenté l'Azerbaïdjan lors de neuf olympiades de 2004 à 2024, de trois championnats du monde par équipe (en 2010, 2011 et 2013) et de cinq championnats d'Europe par équipe (en 2007, 2009, 2013, 2015 et 2017).
Lors des championnats d'Europe par équipe, il a remporté la médaille de bronze par équipe en 2007 et la médaille d'or par équipe en 2009, 2013 et 2017, ainsi que la médaille d'or individuelle au quatrième échiquier en 2017 avec une marque de 8 points sur 9.

### Coupes du monde
| Année | Lieu            | Résultat       | Ultimes adversaires  | Adversaires battus             |
| ----- | --------------- | -------------- | -------------------- | ------------------------------ |
| 2007  | Khanty-Mansiïsk | premier tour   | Ievgueni Tomachevski |                                |
| 2009  | Khanty-Mansiïsk | premier tour   | Zhou Jianchao        |                                |
| 2011  | Khanty-Mansiïsk | premier tour   | Abhijeet Gupta       |                                |
| 2015  | Bakou           | deuxième tour  | Fabiano Caruana      | Ievgueni Naïer                 |
| 2023  | Bakou           | troisième tour | Ian Nepomniachtchi   | Lim Zhuo Ren, Aleksandr Predke |